# James Mac Gaw

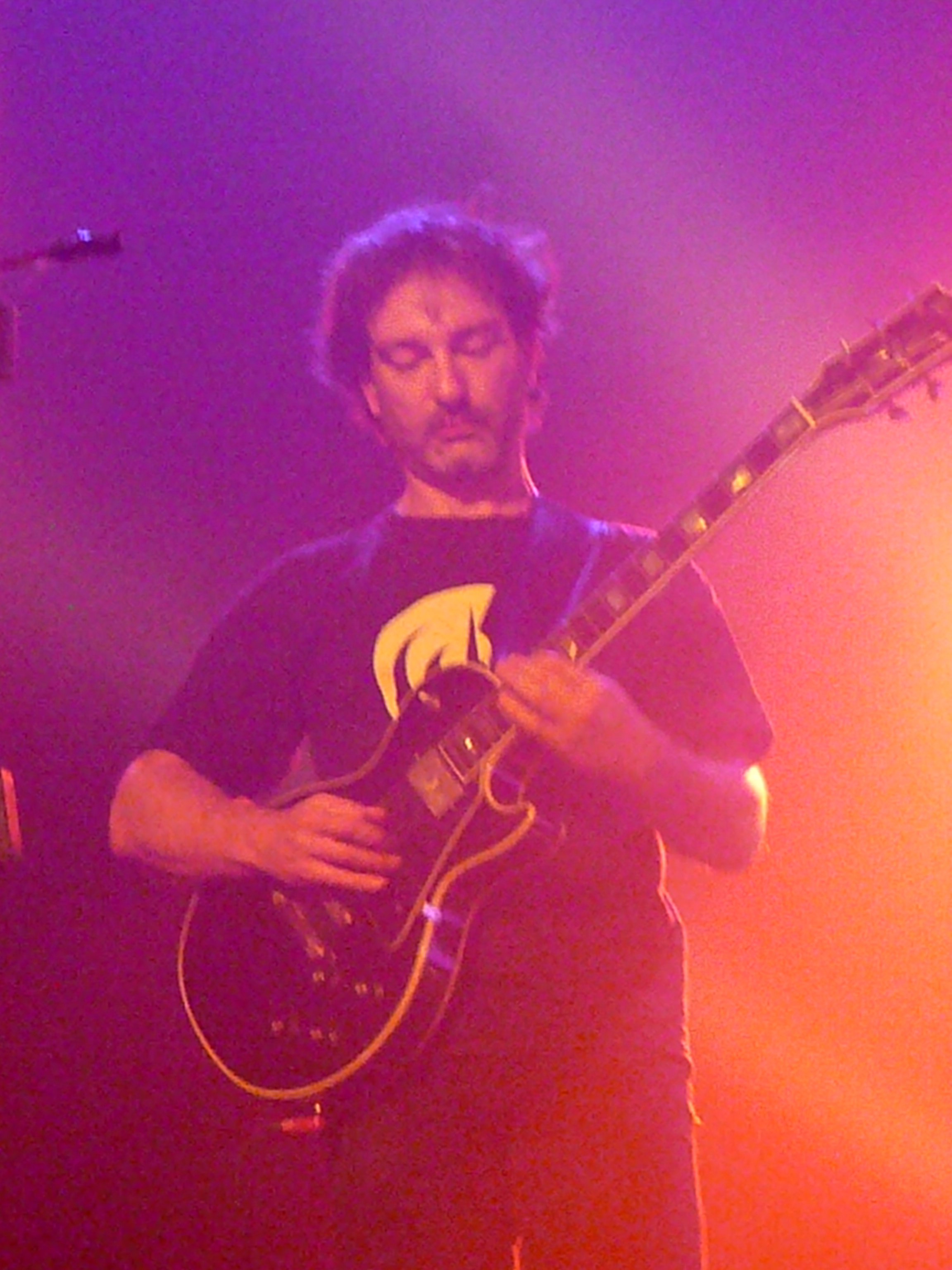
James Mac Gaw im Oktober 2010

James Francis Mac Gaw (* 27. September 1968 in Paris; † 8. März 2021 in Rezé, auch Mac-Gaw) war ein französischer Fusionmusiker (Gitarre, Komposition).

## Wirken
Mac Gaw wurde zunächst als Mitbegründer der französischen Zeuhl-Formation One Shot bekannt, mit der seit 1999 fünf Alben entstanden. Ab 1997 gehörte er als Gitarrist auch zu Magma und war auch auf den dort entstehenden Alben zu hören. Weiterhin war er als Gitarrist an Alben von Stella Vander und Christian Maes beteiligt und komponierte für Feule Caracal. Im Juli 2015 schied Mac Gaw bei Magma aus, weil er an Krebs erkrankt war.  Auf einigen Magma-Alben wird MacGaw unter seinem kobaïanischen Pseudonym Staïïss Ësslëhnt erwähnt.
2015 verließ er Magma aufgrund einer Krebserkrankung, die einen längeren aufreibenden Kampf nach sich zog. Er ist in der 2017 erschienen Filmdokumentation To Life, Death and Beyond – The Music of Magma von Laurent Goldstein zu sehen. Unter eigenem Namen erschien 2020 noch das Album La Fin des Temples mit seinen Kompositionen, auf dem er aber krankheitsbedingt nicht mehr mitspielte. Am 8. März 2021 erlag er schließlich seinem Hirntumor. Mac Gaw wurde am 11. März 2021 auf dem Friedhof von Saint-Jean-de-Boiseau beigesetzt, er hinterlässt seine Ehefrau sowie seine zwei Kinder.

## Diskographie
- La Fin des Temples (2020)

### Auswahl als Sideman
(Quelle: )
Mit Magma
- 1998: Flöë Ëssi / Ëktah
- 2001: Theusz Hamtaahk Trilogie
- 2004: Köhntarkösz Anteria
- 2009: Ëmëhntëhtt-Ré
- 2012: Félicité Thösz
- 2014: Rïah Sahïltaahk
- 2015: Šlaǧ Tanƶ
- 2017: Ëmëhntëhtt-Rê Trilogie

Mit One Shot
- 1999: One Shot
- 2001: Vendredi 13
- 2006: Ewaz Vader9
- 2008: Dark Shot10
- 2010: Reforged
- 2011: Live In Tokyo
- 2015: Intégral 1999/2010

Mit Christian Maes Quintet
- 1998: The Giant’s Walk

Mit Pienza / Pienza Ethnorkestra
- 2001: Pienza
- 2006: Indiens d’Europe